# Svinice
Svinice est un village de Slovaquie situé dans la région de Košice.

## Histoire
Première mention écrite du village en 1311.
La localité fut annexée par la Hongrie après le premier arbitrage de Vienne le 2 novembre 1938. En 1938, on comptait 397 habitants dont 14 d'origines juives. Elle faisait partie du district de Medzibodrožie (hongrois : Bodrogközi járás). Le nom de la localité avant la Seconde Guerre mondiale était Szinyér. Durant la période 1938 - 1944, le nom hongrois Szinyér était d'usage. À la libération, la commune a été réintégrée dans la Tchécoslovaquie reconstituée.

## Démographie

### Évolution de la population
| Année:               | 1994. | 2004.   | 2014.   | 2024.   |
| -------------------- | ----- | ------- | ------- | ------- |
| Nombre de personnes: | 248   | 245     | 230     | 219     |
| Différence:          |       | -1,20 % | -6,12 % | -4,78 % |

| Année:               | 2023. | 2024.   |
| -------------------- | ----- | ------- |
| Nombre de personnes: | 213   | 219     |
| Différence:          |       | +2,81 % |